# Buzmann Industries
Buzmann Industries este o companie din România care se ocupă cu tradingul de energie electrică. Compania a fost fondată în 2004, vehiculându-se că ar aparține omului de afaceri Bogdan Buzăianu, al cărui nume este asociat și cu Energy Holding. În anul înființării, a reușit să încheie un contract pe zece ani, pentru o cantitate de 0,8 TWh anual, cu Hidroelectrica, cel mai mare producător de energie aflat în portofoliul statului. În decembrie 2007, compania a fost cumpărată de Atel, devenită ulterior Alpiq.
În perioada ianuarie-noiembrie 2008, compania ocupa locul cinci în topul traderilor de pe piața concurențială, cu o cotă de 5%.
Cifra de afaceri:
- 2008: 117 milioane Euro[2]
- 2007: 88,2 milioane euro[1]

Venit net:
- 2008: 13,6 milioane euro[2]
- 2007: 7,7 milioane euro[1]